# Хитров, Николай Дмитриевич
Николай Дмитриевич Хитров (1926—1969) — капитан Советской Армии, участник Великой Отечественной войны, Герой Советского Союза (1945).

## Биография

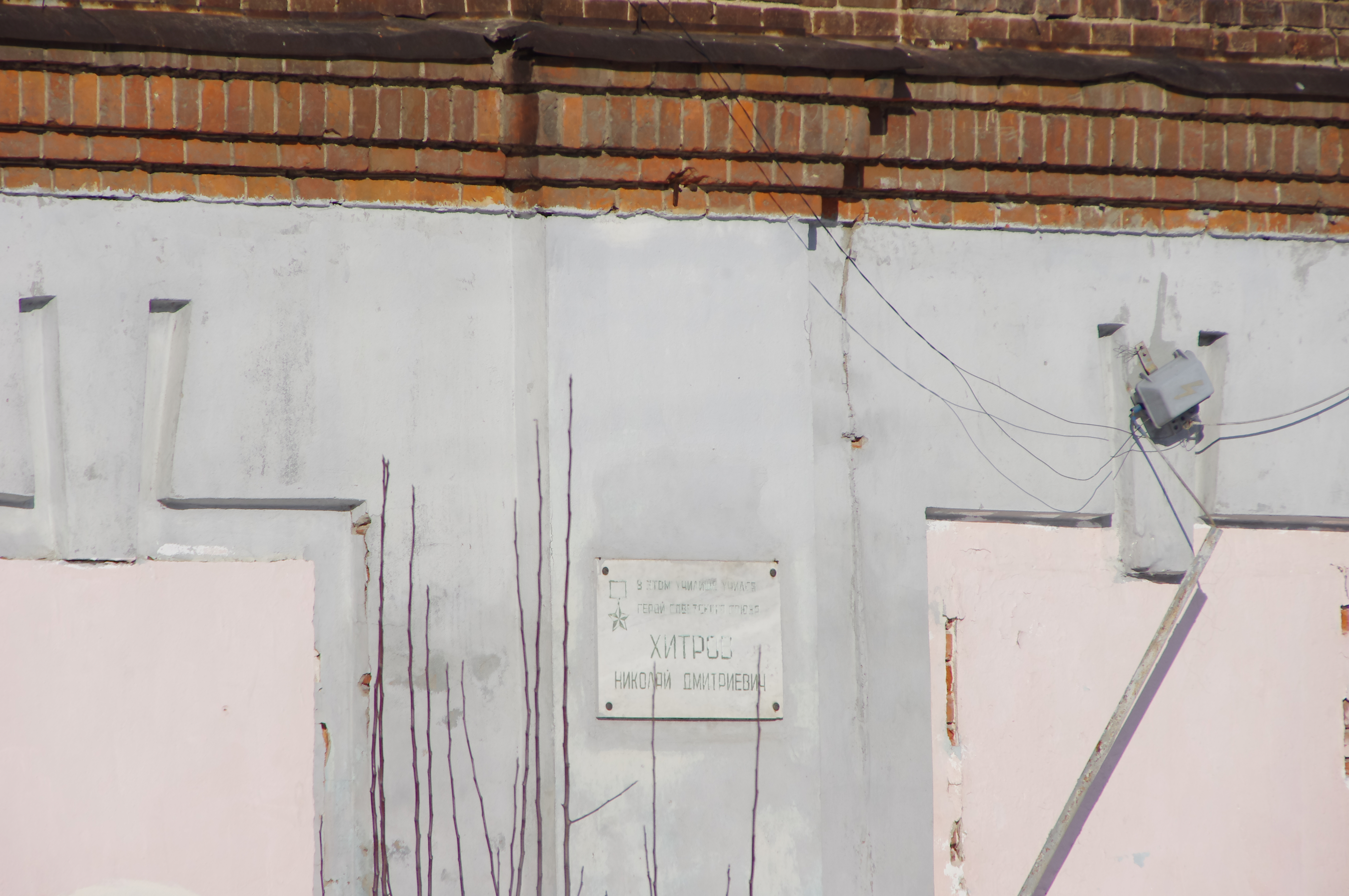
Мемориальная доска на училище, где получал образование Хитров.

Николай Хитров родился 19 декабря 1926 года в Богородске (ныне — Ногинск). После окончания семи классов школы учился в ремесленном училище, затем работал поваром. В ноябре 1943 года Хитров был призван на службу в Рабоче-крестьянскую Красную Армию и направлен на фронт Великой Отечественной войны. В боях был ранен.
К февралю 1945 года сержант Николай Хитров был помощником командира взвода 41-го отдельного батальона ранцевых огнемётов 2-й штурмовой инженерно-сапёрной бригады 8-й гвардейской армии 1-го Белорусского фронта. Отличился во время освобождения Польши. 2-11 февраля 1945 года во главе штурмового отряда Хитров участвовал в боях за Познань, ликвидировав 46 узлов немецкой обороны и уничтожив более 400 солдат и офицеров противника.
Указом Президиума Верховного Совета СССР от 6 апреля 1945 года за «образцовое выполнение боевых заданий командования на фронте борьбы с немецкими захватчиками и проявленные при этом мужество и героизм» сержанту Хитрову Николаю Дмитриевичу присвоено звание Героя Советского Союза с вручением ордена Ленина и медали «Золотая Звезда» за номером 6724.
После окончания войны Хитров продолжил службу в Советской Армии, окончил военно-инженерное училище. В 1961 году в звании капитана он был уволен в запас. Проживал и работал в Москве. Скоропостижно скончался 16 октября 1969 года, похоронен на Глуховском кладбище Ногинска.
Был также награждён рядом медалей.